# Gromada Piątek
Die Gromada Piątek war eine Verwaltungseinheit in der Volksrepublik Polen zwischen 1954 und 1972. Verwaltet wurde die Gromada vom Gromadzka Rada Narodowa, dessen Sitz sich in Piątek befand und aus 27 Mitgliedern bestand. 
Die Gromada Piątek gehörte zum Powiat Łęczycki in der Woiwodschaft Łódź, sie wurde gebildet aus den bisherigen Gromadas Piątek, Krzyszkowice, Krzyszkowice-Pokrzywnica und Łęka-Bielice sowie Teile der Dörfer Sułkowice und Piekary, dem Dorf Piekary und des Weilers Orenice der aufgelösten Gmina Piątek.

Zum 1. Januar 1959 wurde die aufgelöste Gromada Janków und der Weiler Oreniczki aus der Gromada Oszkowice der Gromada Piątek zugeordnet.
Zum 1. Januar 1960 kamen die Dörfer Gatka, Konarzew, Piaski-Leżajna, Sułkowice II und Jasionna sowie die Weiler Witów, Rudno, Konarzew-Podgórzyce, Piaski Stare, Niedziałki der aufgelösten Gromada Witów und die Weiler Stefanów Orenicki und Orenice-Oreniczki aus der Gromada Oszkowice zur Gromada Piątek.
Die Gromada Piątek bestand bis zum 31. Dezember 1972 und wurde Teil der wiedereingerichteten Gmina Piątek.